# Luusaari (ö i Mellersta Finland)
Luusaari är en ö i Finland. Den ligger i sjön Suontee och i kommunen Joutsa i den ekonomiska regionen  Joutsa ekonomiska region  och landskapet Mellersta Finland, i den södra delen av landet, 190 km norr om huvudstaden Helsingfors. Öns största längd är 1,5 kilometer i nord-sydlig riktning.